# نیاماتی
نیاماتی (به لاتین: Niamati) یک روستا در بنگلادش است که در استان باریسال و در ناحیه باریسال واقع شده است.